# Oude Hortus (Groningen)

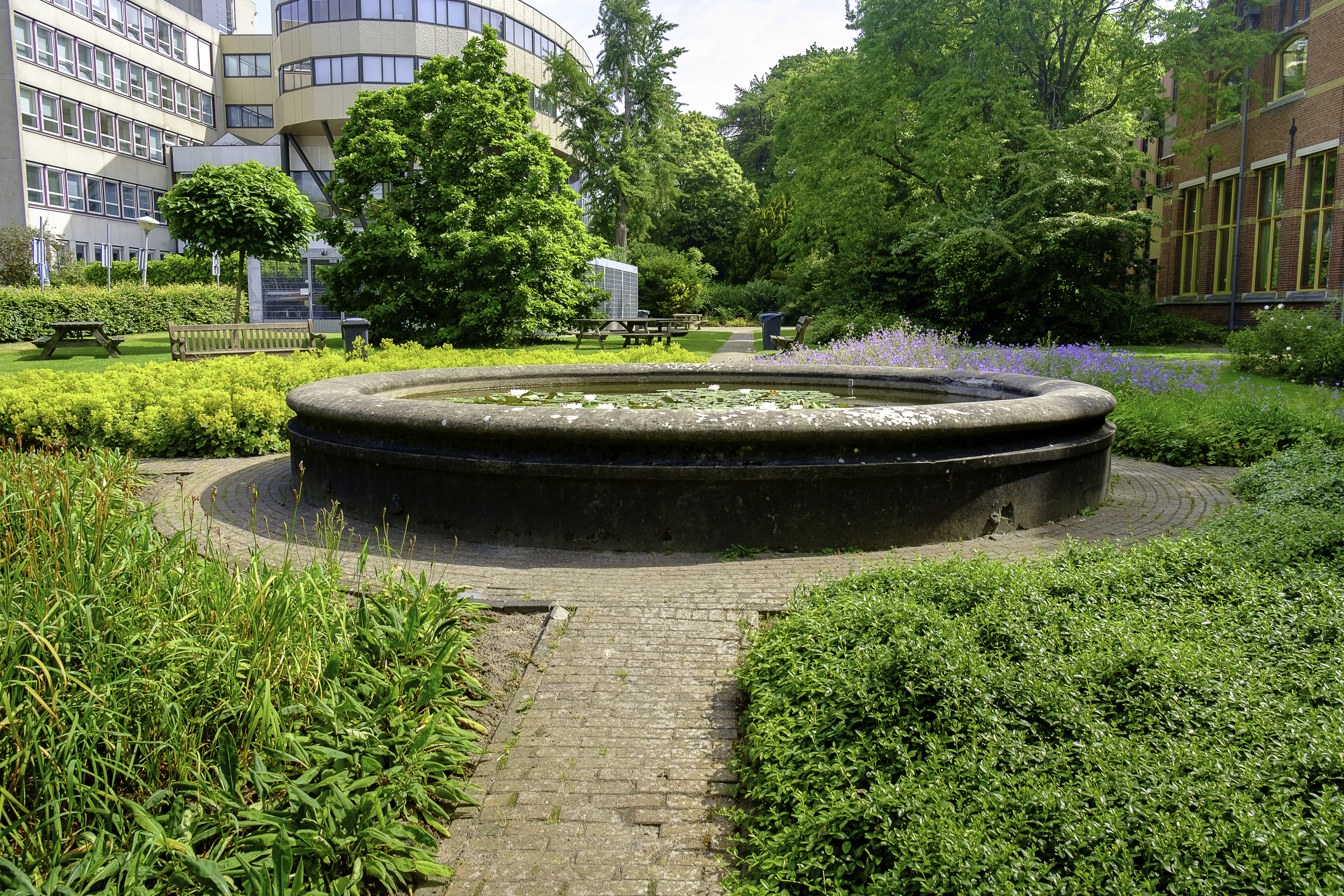
De vijver gezien vanuit het westen

De Oude Hortus is een openbaar toegankelijke binnentuin in de Hortusbuurt in de stad Groningen. De tuin was honderden jaren in gebruik als Hortus botanicus van de Rijksuniversiteit Groningen.
De tussen de Grote Rozenstraat en de Grote Kruisstraat gelegen tuin werd in 1626 gesticht door apotheker en botanicus Henricus Munting (1583-1658). De tuin werd dan ook wel de 'Hortus Muntingiorum' genoemd.
Munting kocht op 22 juni 1626 een lapje grond van 100 roeden aan de Grote Rozenstraat. De eerste uitbreiding van de tuin vond al in 1628 plaats, toen Munting een aangrenzend perceel grond huurde van de stad Groningen. De tuin zou later nog verschillende keren worden uitgebreid. In 1642 werd Munting benoemd tot provinciaal botanicus, verbonden aan de Academie, zoals de enkele tientallen jaren daarvoor opgerichte Rijksuniversiteit Groningen in die tijd heette.
In 1646 publiceerde Munting een catalogus: Hortus et universæ materiæ medicæ Gazophylacium. Onder "Gazophylacium Materiae Medicae" moeten we verstaan "een medicinale schatkamer, (...) een soort van museum van simplicia, aromata, harsen, stenen, dieren, chemische preparaten enz., dat hij in zijn huis ingericht gehad moet hebben."
In 1691 werd de Academie eigenaar en groeide de tuin uit tot de Hortus botanicus van de universiteit.
Omdat het terrein te klein werd, kocht de universiteit al in 1917 het monumentale 't Huis de Wolf, een laat-negentiende-eeuwse villa's in Haren met het bijbehorende landgoed van 12 hectare (later uitgebreid tot 20). In 1967 verhuisden de planten naar de Hortus botanicus te Haren wat het einde betekende aan een periode van wetenschappelijk plantenonderzoek in Groningen.
In de loop der jaren werd de Oude Hortus kleiner en veranderde van vorm, vooral door nieuwbouw van de universiteit. Tussen 2002 en 2006 resulteerde dit in een slepende ruzie tussen het Groninger stadsbestuur, de universiteit en de bewoners van de Hortusbuurt.
De tuin herbergt nog steeds veel soorten dieren en vooral planten, waaronder verschillende soorten stinsenplanten, zoals keizerskroon, daslook en winterakoniet.